# Parcent
Parcent es un municipio de la Comunidad Valenciana, España. Situado en la provincia de Alicante en la comarca de la Marina Alta. Cuenta con una población de 1021 habitantes (INE 2024).

## Geografía
En el valle de Pop, en el interior de la Marina Alta, Parcent extiende su territorio en una corta depresión de margas triásicas recubiertas en parte por el cuaternario y cerrada por los relieves prebéticos cretácicos de la sierra de las Coves, de la del Carrascal de Parcent -que limita en arco por el oeste- y de la sierra del Ferrer, que conecta por el Coll de Rates. En medio del llano se levanta el tossal de San Isidro. Corre por el valle el río Gorgos, que hace de límite con Murla por el noroeste.
El río Gorgos atraviesa su término municipal en dirección oeste-este. 
Se accede a esta localidad desde Alicante, por carretera, a través de la N-332 tomando en Benisa la CV-750. 
Parcent limita con los términos municipales de Alcalalí, Benigembla, Murla y Tárbena.
Tiene una media pluviométrica anual de 912,6 mm y una media de temperatura anual de 17,1 °C.

## Historia
El topónimo Parcent parecer ser de origen latino. Existen dos teorías respecto del nombre propio del que se supone deriva:
- De Persius. Esta teoría es defendida por Meyer-Lübke, que cree que los mozárabes le añadieron el sufijo -en (derivado del -anu latino).

- De Percennius. Esta procedencia es mantenida por Menéndez Pidal.

Parcent fue ocupado por las tropas de Jaime I hacia el año 1256. Tras la primera rebelión de Al-Azraq, el rey expide documento datado el 17 de febrero de 1259, por el que se ordena al baile real Eximino de Foces que haga donación de casas y tierras de la alquería de Parcent a Pedro Cortes y otros pobladores. Una nueva revuelta morisca tuvo lugar durante los primeros años del siglo XVI, cuando se les obligó a bautizarse. La rebelión fue sofocada y en 1534 los moriscos de Parcent huyeron llevando prisionero a Pere Andreu de Roda, señor del lugar. 
Se desconoce el momento en que fue creada la baronía de Parcent, pero en el siglo XVI ya pertenecía a Pere Andreu de Roda quien, como decimos fue hecho preso y murió en cautiverio, al parecer sin descendencia, por lo que es de suponer que sus posesiones revertirían en la corona. En los primeros años del siglo XVII nos encontramos la baronía de Parcent, con sus anexos de Benichembla y Vernissa (hoy despoblada), entre las posesiones del Monasterio Cartujano de Nuestra Señora de las Fuentes.
Los valles de Pop y de Laguart, fueron testigo de una tercera rebelión morisca y sirvieron de cuartel general para la concentración de las tropas reales que acudieron a asediar el castillo Pop en el que se habían refugiado y hecho fuertes más de 19 000 moriscos que, dirigidos por Minilli, molinero de Guadalest, no aceptaron el decreto de expulsión firmado por Felipe III y su valido el duque de Lerma. Después de un asedio de dos meses y tras la muerte de más de 4000 personas, los moriscos capitularon el mes de noviembre de 1609. En aquella época la baronía contaba con 52 casas de moriscos que quedaron completamente deshabitadas, por lo que ese mismo año se concedía permiso a Nuestra Señora de las Fuentes para poblar los lugares de Vernissa, Parcent y Benichembla, en la baronía de Parcent. Francisco de Almenar, prior de la Cartuja, como señor de la baronía, otorgaba carta puebla el 12 de agosto de 1612, a favor de 52 pobladores cristianos, para habitar los lugares de Parcent, Benichembla y Vernissa, a fuero de Valencia. Un recuento efectuado en 1646 arrojó la cifra de 29 casas habitadas en la población (unas 120 personas).
El 28 de mayo de 1635, el Monasterio vendió la baronía a don Constantino de Cernesio Odescalchi. En 1676 se elevó la baronía a la dignidad de condado a favor de ese mismo señor.[cita requerida] Una descendiente del anterior, doña Josefa de Cernesio y Bazan de Benavides, caso con don Joaquín de la Cerda y Téllez Girón, de la casa de Medinaceli. Los De la Cerda han venido ostentando la titularidad del señorío hasta nuestros días. En 1914, el rey Alfonso XIII elevó a la dignidad de duque al noveno conde de Parcent, don Fernando de la Cerda y Carvajal.

## Geografía humana

### Demografía
Cuenta con una población de 1021 habitantes (INE 2024).
| Gráfica de evolución demográfica de Parcent entre 1842 y 2021 |
| |
| Población de derecho según los censos de población del INE. Población de hecho según los censos de población del INE.En estos censos se denominaba Parsent: 1842 y 1857. |

| Nacionalidad | Hombres | Mujeres | Total | %     | Proporción |
| ------------ | ------- | ------- | ----- | ----- | ---------- |
| Española     | 290     | 292     | 582   | 58.3% |            |
| Extranjera   | 206     | 209     | 415   | 41.6% |            |

| País        | Hombres | Mujeres | Total | %     | Proporción |
| ----------- | ------- | ------- | ----- | ----- | ---------- |
| Reino Unido | 115     | 110     | 225   | 54.2% |            |
| Francia     | 16      | 14      | 30    | 7.2%  |            |
| Alemania    | 9       | 13      | 22    | 5.3%  |            |
| Colombia    | 5       | 8       | 13    | 3.1%  |            |
| Italia      | 4       | 3       | 7     | 1.7%  |            |
| Marruecos   | 2       | 5       | 7     | 1.7%  |            |
| Argentina   | 3       | 1       | 4     | 0.9%  |            |
| Rumania     | 4       | 0       | 4     | 0.9%  |            |
| Bulgaria    | 1       | 1       | 2     | 0.4%  |            |
| Cuba        | 2       | 0       | 2     | 0.4%  |            |
| Perú        | 2       | 0       | 2     | 0.4%  |            |
| Polonia     | 1       | 1       | 2     | 0.4%  |            |
| Rusia       | 1       | 1       | 2     | 0.4%  |            |
| Brasil      | 0       | 1       | 1     | 0.2%  |            |
| Venezuela   | 0       | 1       | 1     | 0.2%  |            |

| Evolución demográfica de Parcent | Evolución demográfica de Parcent | Evolución demográfica de Parcent | Evolución demográfica de Parcent | Evolución demográfica de Parcent | Evolución demográfica de Parcent | Evolución demográfica de Parcent | Evolución demográfica de Parcent | Evolución demográfica de Parcent | Evolución demográfica de Parcent | Evolución demográfica de Parcent | Evolución demográfica de Parcent | Evolución demográfica de Parcent | Evolución demográfica de Parcent | Evolución demográfica de Parcent | Evolución demográfica de Parcent | Evolución demográfica de Parcent | Evolución demográfica de Parcent | Evolución demográfica de Parcent | Evolución demográfica de Parcent |
|                                  | 1857                             | 1887                             | 1900                             | 1910                             | 1920                             | 1930                             | 1940                             | 1950                             | 1960                             | 1970                             | 1981                             | 1991                             | 2000                             | 2005                             | 2006                             | 2007                             | 2012                             | 2015                             | 2018                             |
| -------------------------------- | -------------------------------- | -------------------------------- | -------------------------------- | -------------------------------- | -------------------------------- | -------------------------------- | -------------------------------- | -------------------------------- | -------------------------------- | -------------------------------- | -------------------------------- | -------------------------------- | -------------------------------- | -------------------------------- | -------------------------------- | -------------------------------- | -------------------------------- | -------------------------------- | -------------------------------- |
| Población                        | 1223                             | 1415                             | 1192                             | 978                              | 935                              | 801                              | 889                              | 793                              | 728                              | 678                              | 619                              | 717                              | 857                              | 960                              | 1019                             | 1061                             | 1131                             | 997                              | 908                              |

## Política
| Periodo   | Nombre                           | Partido |
| --------- | -------------------------------- | ------- |
| 1979-1983 | Demetrio Mora Pérez              | UCD     |
| 1983-1987 | Vicente Soldevilla Marco         | AP      |
| 1987-1991 | Cosme Moncho Francés             | AP      |
| 1991-1995 | Cosme Moncho Francés             | PP      |
| 1995-1999 | Demetrio Mora Pérez              | CDP     |
| 1999-2003 | Pedro Juan Far Pérez             | CDP     |
| 2003-2007 | María del Carmen López Fernández | PP      |
| 2007-2011 | Máximo Revilla                   | CDP     |
| 2011-2015 | Máximo Revilla                   | CDP     |
| 2015-2019 | Máximo Revilla                   | CDP     |
| 2019-2023 | Joan Ripoll Mora                 | JxP     |
| 2023-act. | Joan Ripoll Mora                 | JxP     |

## Patrimonio

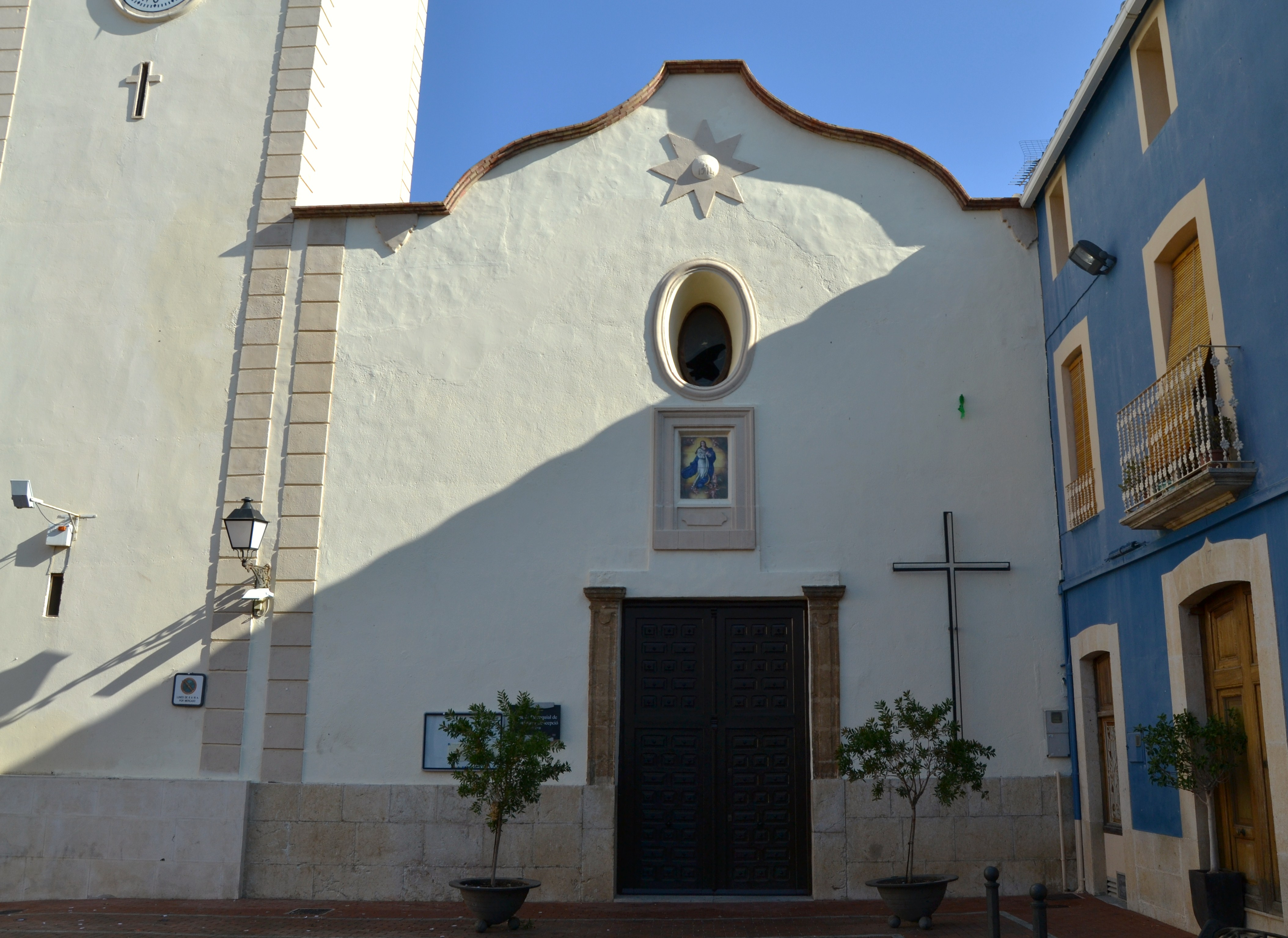
Iglesia de la Purísima

- Parroquia de la Purísima Concepción (siglo XVI).(BRL)
- Casa donde vivió Gabriel Miró (BRL)
- La necrópolis morisca en la calle de la Era.
- Alqueria morisca de Contuvilla (جامع الكتبية)
- Casa del Senyoret (BRL)
- Molino de Primo o Campoamor (BRL)
- Casa de la Neu (BRL).
- Pinturas Rupestres de l'Abric del Seguili (BIC)
- Balsa de l'Alberca
- Camí de les Voltes
- Camí de Fontilles
- Camí de Contuvilla

## Fiestas
- Fiestas Patronales. Se celebran en honor de san Lorenzo a partir del 9 de agosto.
- En enero se celebra la romería en honor de San Antonio Abad.
- En abril la fiesta de San Vicente Ferrer.